# 6:66 Satan's Child
6:66 Satan's Child è il sesto album in studio del gruppo heavy metal statunitense Danzig, pubblicato nel 1999.

## Tracce
1. Five Finger Crawl – 3:38
2. Belly of the Beast – 4:28
3. Lilin – 6:31
4. Unspeakable – 4:12
5. Cult Without a Name – 4:39
6. East Indian Devil (Kali's Song) – 4:03
7. Firemass – 3:52
8. Cold Eternal – 4:41
9. Satan's Child – 3:30
10. Into the Mouth of Abandonement – 4:37
11. Apokalips – 4:45
12. Thirteen – 4:12

## Formazione
- Glenn Danzig – voce, chitarra, tastiera, basso
- Josh Lazie – basso
- Jeff Chambers – chitarra
- Joey Castillo – batteria